# Selección de rugby de Irlanda
La selección de rugby de Irlanda representa a la isla de Irlanda (tanto la Irlanda como Irlanda del Norte) en las competiciones internacionales y es apodada el Trébol. Existe desde 1875 y es organizada por la Unión de Rugby Fútbol de Irlanda (IRFU).
Compite anualmente en el Torneo de las Seis Naciones (que han ganado dieciséis veces en solitario y ocho veces compartido) y cada cuatro años en la Copa del Mundo, donde han alcanzado la fase de cuartos de final en un gran número de ocasiones, salvo dos (1999 y 2007), que quedó eliminada en la primera fase de clasificación.
Irlanda es también una de las uniones que contribuyen a los Leones Británicos e Irlandeses con jugadores seleccionables. Alcanzó por primera vez la primera posición dentro del World Rugby Ranking el 7 de septiembre de 2019, dos semanas antes de la celebración de la Copa del Mundo de 2019.
Brian O'Driscoll es su líder en número de partidos y tries, Jack Kyle fue nombrado su representante más emblemático del siglo XX, Willie McBride es quien jugó más partidos con los Lions, Ronan O'Gara es uno de los pocos que han anotado más de 1000 puntos y Mike Gibson fue un Lion en cinco giras. Son considerados de los mejores jugadores de la historia.

## Historia

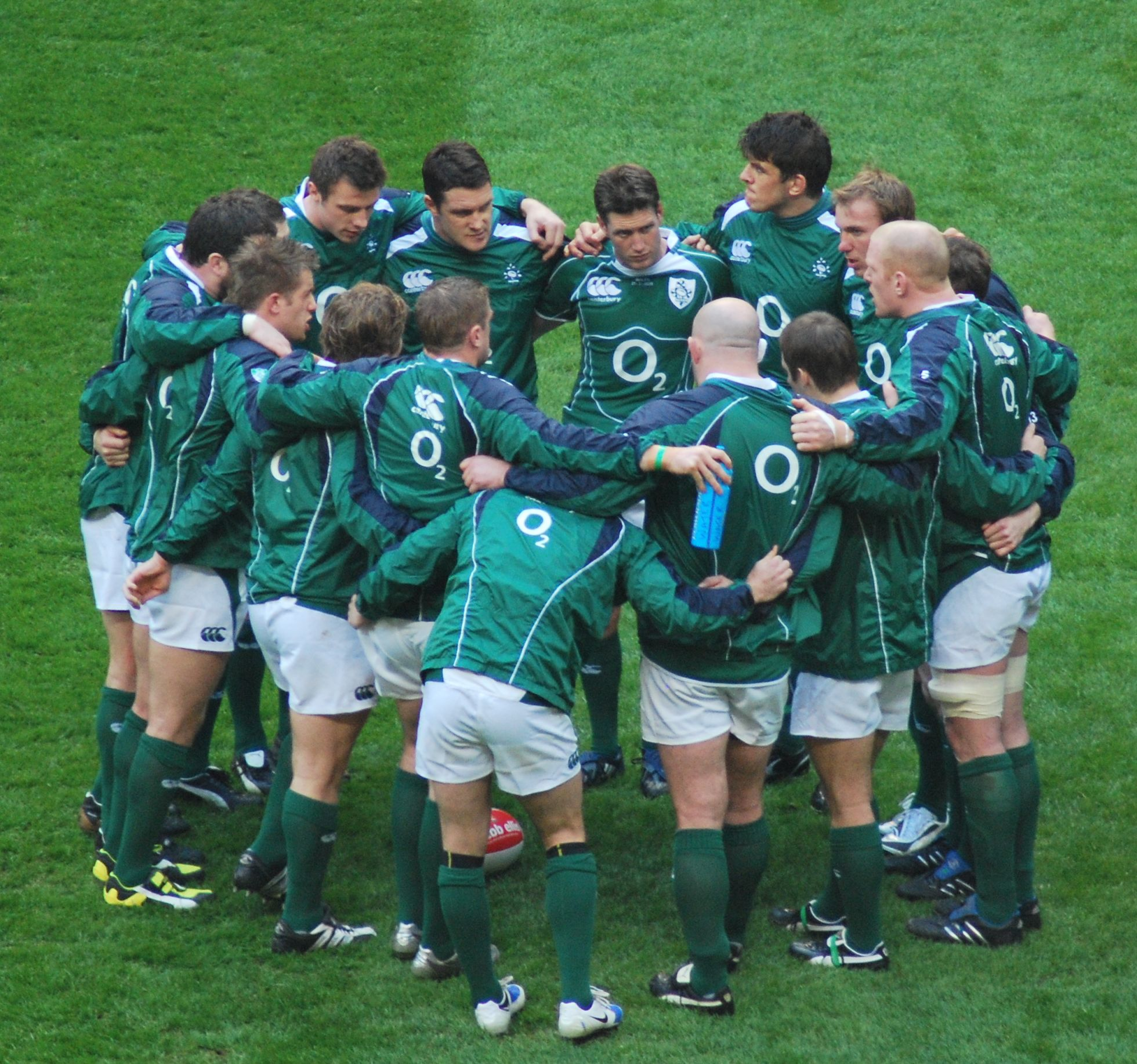

En 1875 el Trébol jugó su primera prueba, fue contra Inglaterra y perdió 7–0. En 1888 surgieron los Leones y participó al ser colonia del Imperio británico.
En los años 1880 su primera victoria llegó ante Escocia en 1881 y empezó a disputar el «Home Nations» (actual Torneo de las Seis Naciones) contra el Cardo, Gales y la Rosa. No ganó el torneo, pero si obtuvo la cuchara de madera tres veces.
En los años 1890 ganaría tres veces el Cuatro Naciones, por vez primera en 1894 y obtendría dos cucharas de madera.

### SigloXX
En los años 1900 solo ganó la edición 1906 y obtuvo una cuchara de madera. En 1905 enfrentó por vez primera a los All Blacks

### Posguerra
Destacó Jack Kyle y ganó su único Grand Slam del siglo en 1948.
Obtuvo la cuchara de madera en 1960, 1981, 1984, 1986, 1992 y 1998.
En los años 1970 enfrentó a World XV por el centenario de la IRFU (1974) y obtuvo la cuchara de madera en 1977. Destacaron Mike Gibson y Willie McBride.

### Siglo actual
Nunca obtuvo la cuchara de madera, consiguió el Grand Slam en 2009, 2018 y 2023.

## Símbolos

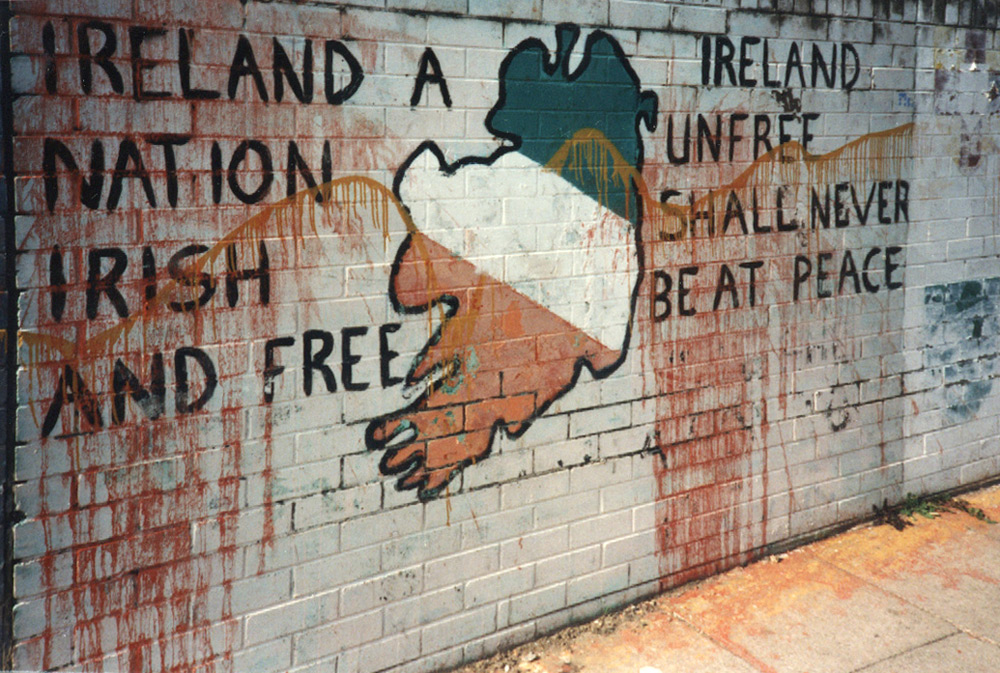
Debido al conflicto norirlandés se han buscado soluciones como utilizar un himno y una bandera distintos.

La selección de rugby es una de las muchas que escoge jugadores de toda la isla de Irlanda, tanto de la República de Irlanda como de Irlanda del Norte (que pertenece a otro país, el Reino Unido). El uniforme es pantalón blanco, camiseta y medias verdes.
Por el conflicto norirlandés se emplea la «Bandera de las cuatro provincias», con el trébol en el centro y alrededor, las armas de las provincias: Connacht, Leinster, Munster (pertenecientes a Irlanda) y el Úlster (perteneciente en su mayor parte a Reino Unido). Sólo cuando se juega en Dublín ondea, junto a esta bandera, la de la República de Irlanda.

### Himno

Bandera usada para el rugby.

En cuanto a los himnos, antes de 1995, cuando los partidos internacionales de este equipo se jugaban alternativamente entre Belfast y Dublín, el británico God Save the Queen (Dios Salve a la Reina) sonaba en Belfast y el irlandés, "Amhrán na bhFiann" (La Canción del Soldado), en Dublín.[cita requerida] En los partidos en el extranjero, no se interpretaba ningún himno. Desde abril de 1995 y para solventar este problema, la Unión de Rugby irlandesa encargó un himno que pudiera ser utilizado en los encuentros fuera de Éire, "Ireland's Call" (La Llamada de Irlanda), que también está siendo usado en Dublín tras el himno nacional "Amhrán na bhFiann". Este uso del "Amhrán na bhFiann" ha causado quejas similares de jugadores y aficionados que proceden de la comunidad unionista en Irlanda del Norte.[cita requerida] Cuando un amistoso contra Italia se iba a jugar en Belfast, antes de la Copa Mundial de Rugby de 2007, se pidió que se usara "God Save the Queen" junto al "Ireland's Call" pero la IRFU rechazó esta posibilidad, con la justificación de que tanto Ireland's Call como Amhrán na bhFiann se interpretan juntos sólo en Dublín, y que fuera de la República de Irlanda, el himno que se usa exclusivamente para este equipo es el Ireland's Call."Ireland's Call" ha sido trasladado a otros deportes como cricket, en los que los dos territorios, la República de Irlanda e Irlanda del Norte juegan juntos.

## Estadio

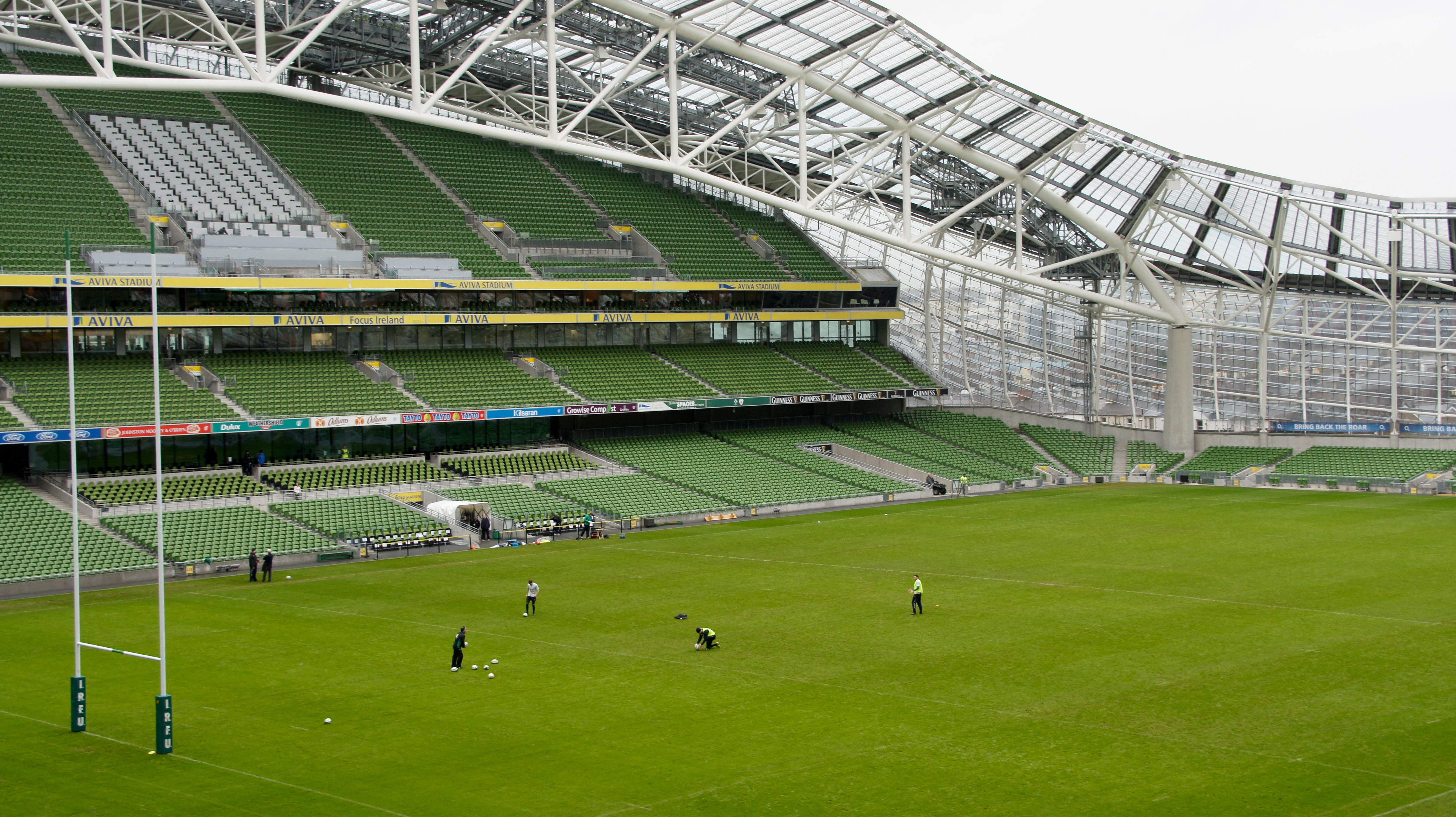
Interior del estadio Aviva.

Desde sus inicios la selección jugó en el Lansdowne Road de Dublín y lo hizo hasta su demolición en 2007. Debido al conflicto norirlandés, también jugaba en el estadio Ravenhill de Belfast.
De 2007 a 2010 jugó temporalmente en el Croke Park, propiedad de la Asociación Atlética Gaélica. Desde 2010 juega exclusivamente en el moderno estadio Aviva, propiedad de la IRFU y con capacidad para más de 51.000 espectadores.

## Entrenadores

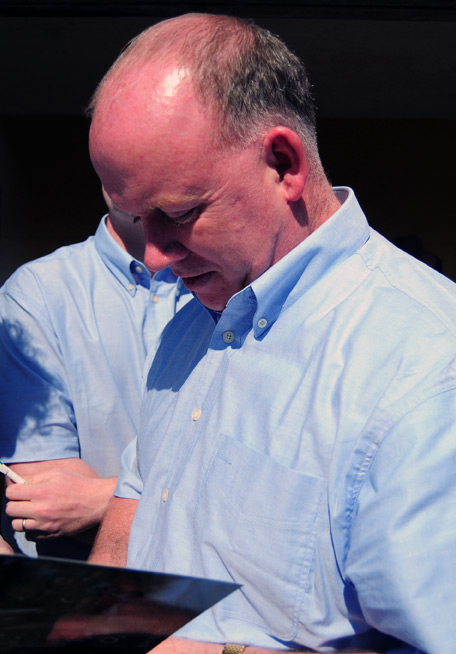
Kidney fue premiado como Mejor entrenador del Mundo en 2009.

La IRFU recién empezó a nombrar entrenadores en jefe desde 1968. Si no se indica la nacionalidad, es irlandés (ambas naciones):
- 1968–1972: Ronnie Dawson
- 1972–1975: Syd Millar
- 1975–1977: Roly Meates
- 1977–1980: Noel Murphy
- 1980–1983: Tom Kiernan
- 1983–1984: Willie McBride
- 1984–1987: Mick Doyle
- 1987–1990: Jim Davidson
- 1990–1992: Ciaran Fitzgerald
- 1992–1995: Gerry Murphy
- 1995–1997:  Murray Kidd
- 1997–1998:  Brian Ashton
- 1998–2001:  Warren Gatland
- 2001–2008: Eddie O'Sullivan
- 2008–2013: Declan Kidney
- 2013–2019:  Joe Schmidt
- 2019–2024:  Andy Farrell
- 2024–: Simon Easterby

## Estadísticas
A continuación, una tabla que resume el resultado de los test matches del XV de Irlanda a fecha 30 de noviembre de 2024.
| Rival               | Jugados | Ganados | Perdidos | Empatados | % Ganados |
| ------------------- | ------- | ------- | -------- | --------- | --------- |
| Argentina           | 20      | 14      | 6        | 0         | 70.0%     |
| Australia           | 38      | 15      | 22       | 1         | 39.4%     |
| Canadá              | 8       | 7       | 0        | 1         | 87.5%     |
| Escocia             | 143     | 71      | 67       | 5         | 49.6%     |
| Estados Unidos      | 11      | 11      | 0        | 0         | 100.0%    |
| Fiyi                | 6       | 6       | 0        | 0         | 100.0%    |
| Francia             | 103     | 37      | 59       | 7         | 35.9%     |
| Gales               | 135     | 58      | 70       | 7         | 42.9%     |
| Georgia             | 5       | 5       | 0        | 0         | 100.0%    |
| Inglaterra          | 142     | 53      | 81       | 8         | 37.3%     |
| Italia              | 37      | 33      | 4        | 0         | 89.1%     |
| Japón               | 10      | 9       | 1        | 0         | 90.0%     |
| Namibia             | 4       | 2       | 2        | 0         | 50.0%     |
| New Zealand Natives | 1       | 0       | 1        | 0         | 0.0%      |
| Nueva Zelanda       | 38      | 5       | 32       | 1         | 13.1%     |
| Pacific Islanders   | 1       | 1       | 0        | 0         | 100.0%    |
| Rumania             | 10      | 10      | 0        | 0         | 100.0%    |
| Rusia               | 3       | 3       | 0        | 0         | 100.0%    |
| Samoa               | 8       | 7       | 1        | 0         | 87.5%     |
| Sudáfrica           | 30      | 10      | 19       | 1         | 33.3%     |
| Tonga               | 3       | 3       | 0        | 0         | 100.0%    |
| World XV            | 1       | 0       | 0        | 1         | 0.0%      |
| Zimbabue            | 1       | 1       | 0        | 0         | 100.0%    |
| Total               | 758     | 361     | 365      | 32        | 47.62%    |

### Copa del Mundo

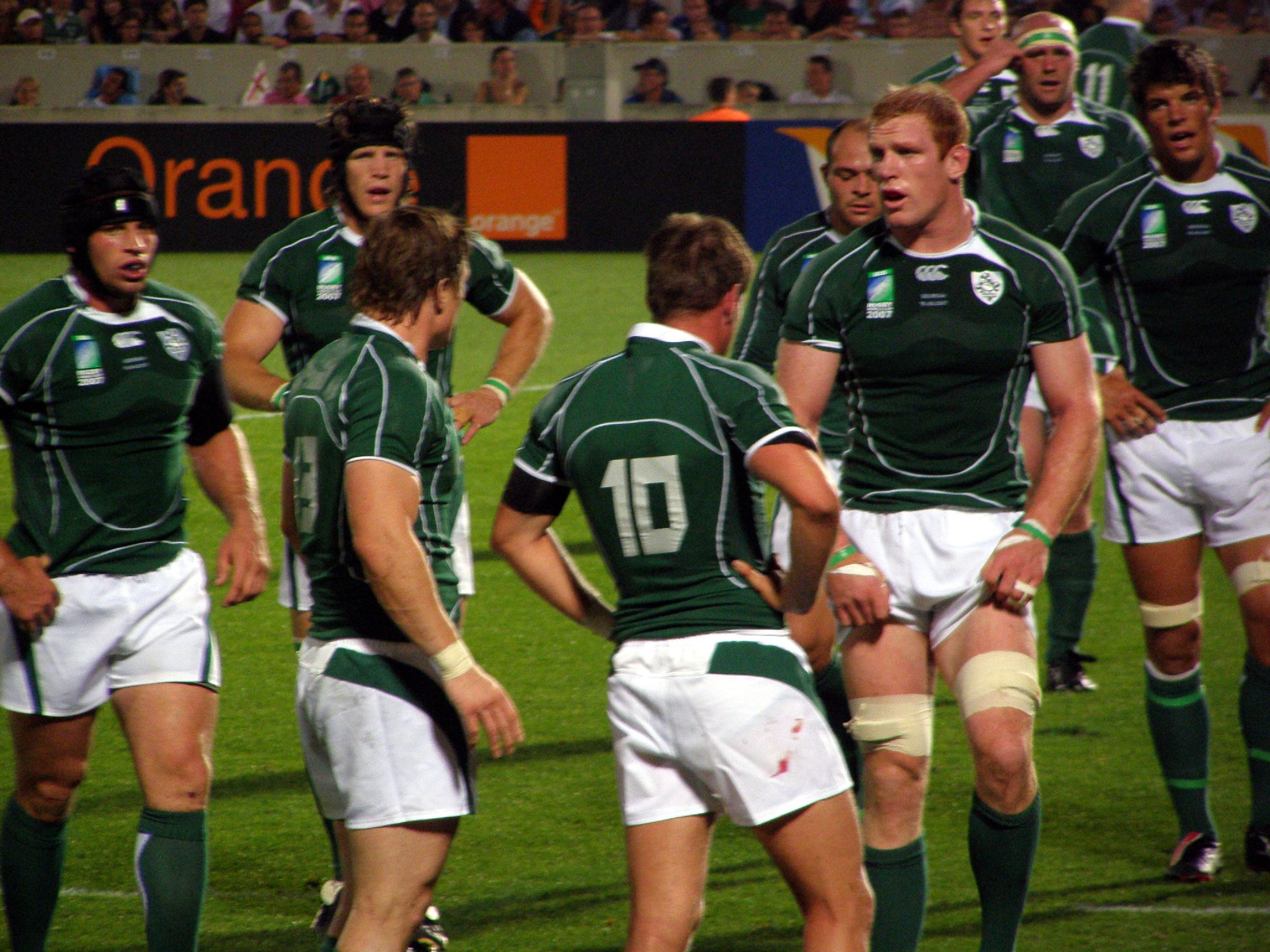
Equipo irlandés que disputó la Copa Mundial de Rugby de 2007 en Francia.

A pesar de ser una de las potencias del hemisferio Norte, aún no ha conseguido pasar de cuartos de final de un mundial. Su mejor participación fue en Francia 2023, ganó su grupo venciendo a los Springboks y cayó ante los All Blacks en cuartos de final.
| Año                | Fase             | Posición | PJ | PG | PE | PP | PF   | PC  |
| Nueva Zelanda 1987 | Cuartos de final | 7.º      | 4  | 2  | 0  | 2  | 99   | 74  |
| Inglaterra 1991*   | Cuartos de final | 5.º      | 4  | 2  | 0  | 2  | 120  | 70  |
| Sudáfrica 1995     | Cuartos de final | 8.º      | 4  | 2  | 0  | 2  | 105  | 130 |
| Gales 1999*        | Playoff          | 9.º      | 4  | 2  | 0  | 2  | 124  | 73  |
| Australia 2003     | Cuartos de final | 6.º      | 5  | 3  | 0  | 2  | 162  | 99  |
| Francia 2007       | Primera fase     | 11.º     | 4  | 2  | 0  | 2  | 64   | 82  |
| Nueva Zelanda 2011 | Cuartos de final | 7.º      | 5  | 4  | 0  | 1  | 145  | 56  |
| Inglaterra 2015    | Cuartos de final | 5.º      | 5  | 4  | 0  | 1  | 154  | 78  |
| Japón 2019         | Cuartos de final | 7.º      | 5  | 3  | 0  | 2  | 135  | 73  |
| Francia 2023       | Cuartos de final | 5°       | 5  | 4  | 0  | 1  | 214  | 74  |
| Australia 2027     | Clasificada      |          |    |    |    |    |      |     |
| Total              |                  | 7.º      | 45 | 28 | 0  | 17 | 1322 | 809 |
| ------------------ | ---------------- | -------- | -- | -- | -- | -- | ---- | --- |

- En 1991 jugó tres de sus cuatro partidos en Irlanda, en el Lansdowne Road de Dublín.
- En 1999 volvió a jugar sus tres partidos de la fase de grupos en el Lansdowne Road.

### Torneo de las Seis Naciones
Para el siguiente cuadro el Seis Naciones 2024 es el último torneo considerado. Irlanda consiguió el Grand Slam cuatro veces.
|                                           | Inglaterra | Francia | Irlanda | Italia | Escocia | Gales   |
| ----------------------------------------- | ---------- | ------- | ------- | ------ | ------- | ------- |
| Torneos                                   | 128        | 95      | 130     | 25     | 130     | 130     |
| Torneo Británico                          | 5 (4)      | -       | 4 (3)   | -      | 9 (2)   | 7 (3)   |
| Cinco Naciones                            | 17 (6)     | 12 (8)  | 6 (5)   | -      | 5 (6)   | 15 (8)  |
| Seis Naciones                             | 7          | 6       | 6       | -      | -       | 6       |
| Triunfos absolutos (Triunfos compartidos) | 29 (10)    | 18 (8)  | 16 (8)  | 0 (0)  | 14 (8)  | 28 (11) |
| Grand Slams                               | 13         | 10      | 4       | 0      | 3       | 12      |
| Triple Corona                             | 26         | N/A     | 13      | N/A    | 10      | 22      |

## Plantel

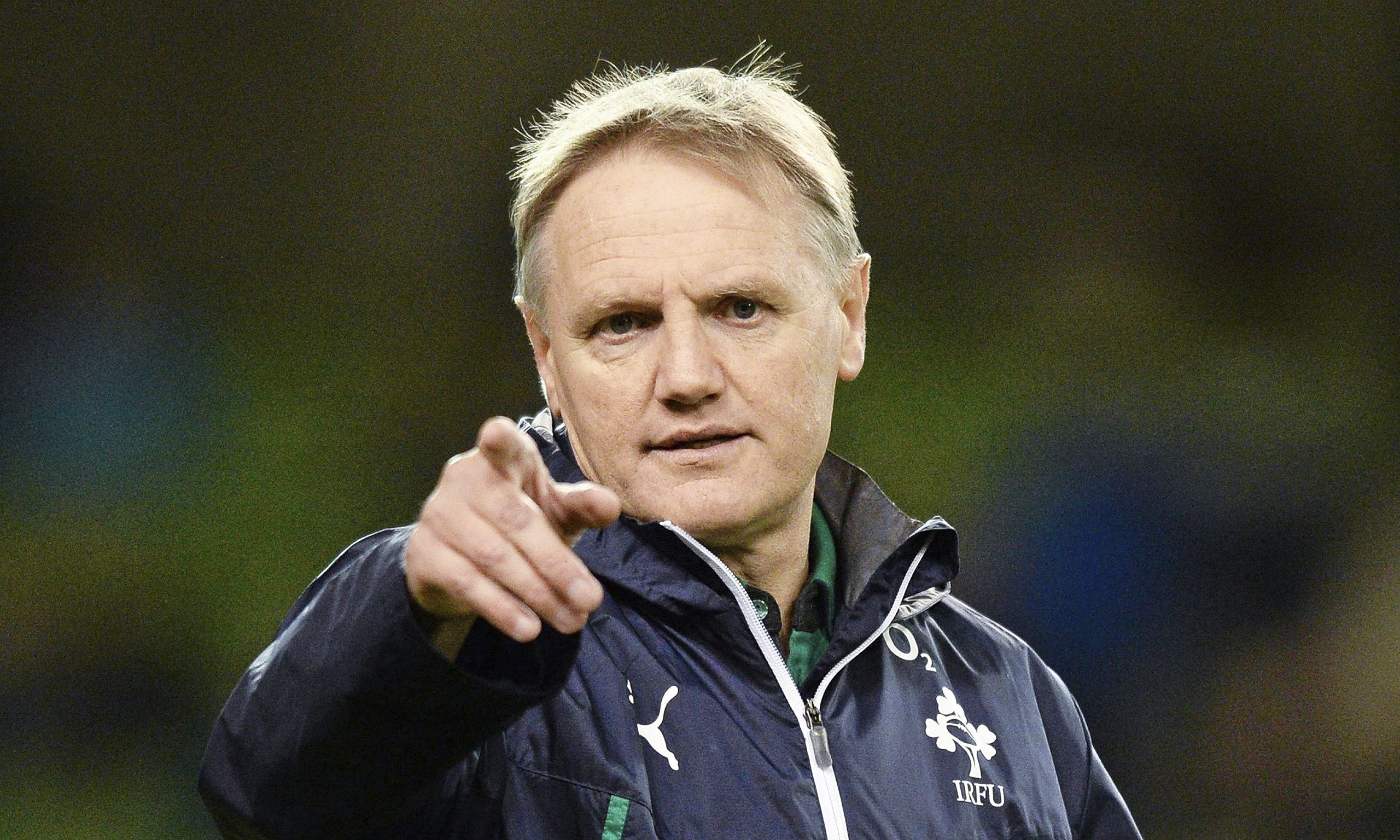
El neozelandés Joe Schmidt fue entrenador hasta 2019.

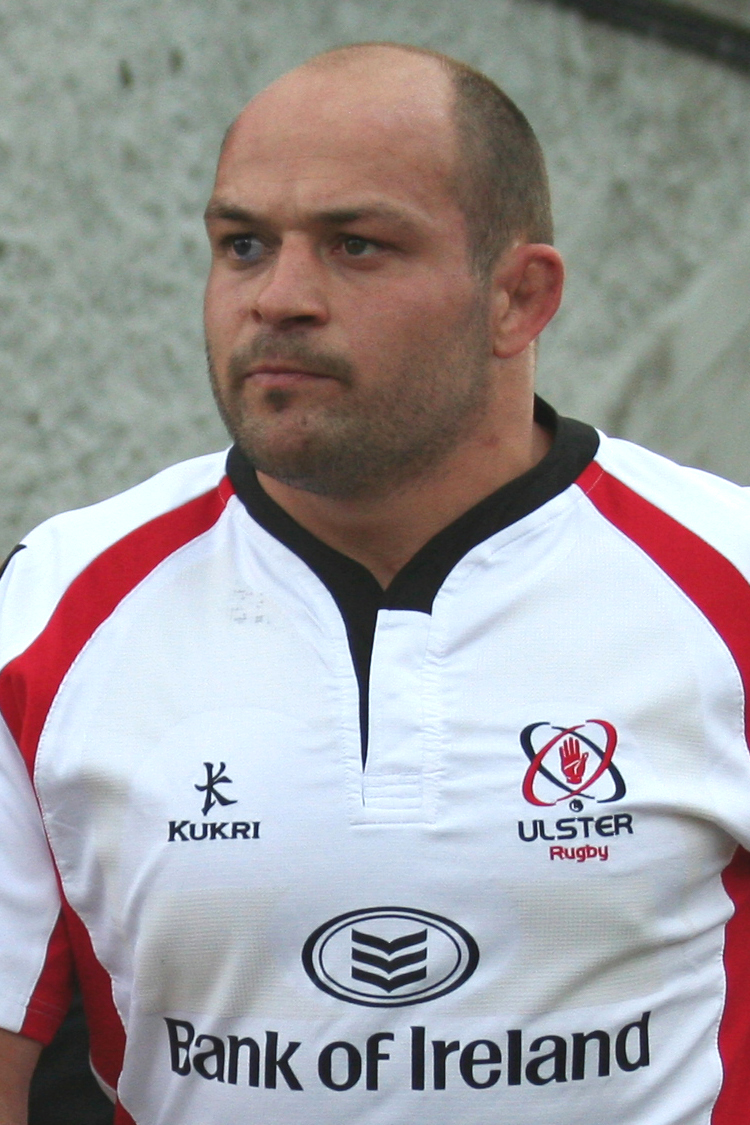
Rory Best fue capitán hasta 2019.

El inglés Farrell (48 años) anunció la lista el 27 de agosto. Respecto al plantel de Japón 2019, increíblemente dejó afuera a 15 rugbistas todavía en edad de jugar.

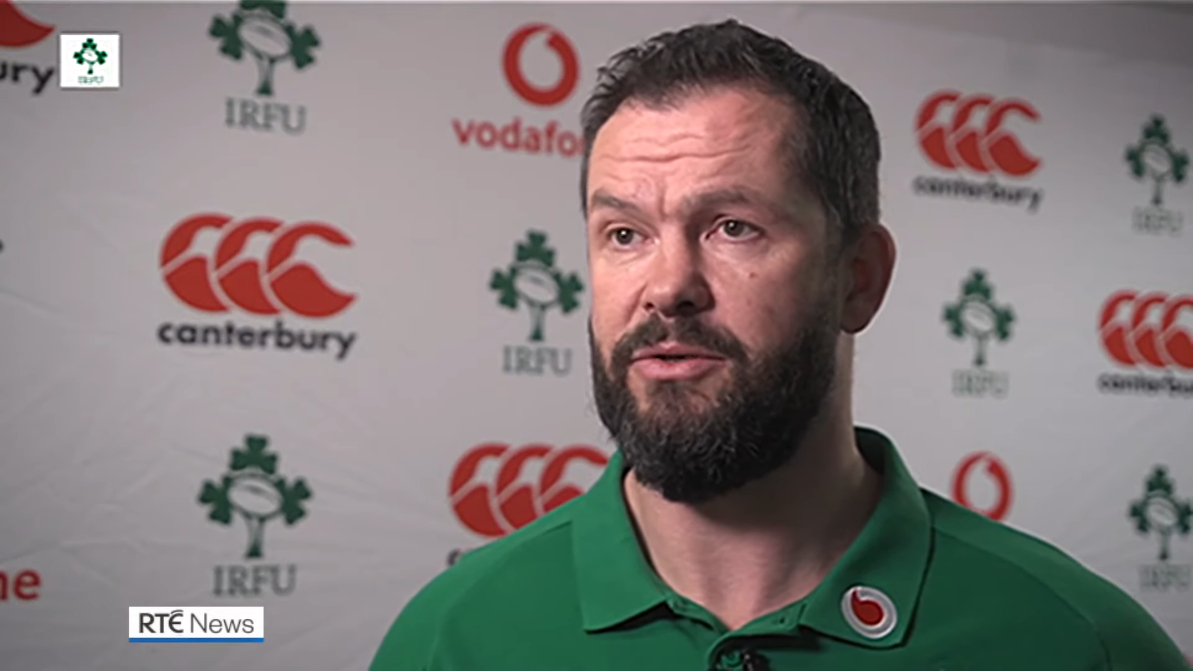
El entrenador en jefe es el inglés Andy Farrell.

Las pruebas corresponden hasta antes del inicio del mundial y las edades a la fecha de la Final. En negrita los rugbistas titulares.
|                          | Jugador             | Edad    | Posición      | Pruebas | Equipo         |
| ------------------------ | ------------------- | ------- | ------------- | ------- | -------------- |
| Hookers y Pilares        |                     |         |               |         |                |
|                          | Finlay Bealham      | 32 años | Pilar         | 32      | Connacht Rugby |
| 3                        | Tadhg Furlong       | 30 años | Pilar         | 67      | Leinster Rugby |
| 2                        | Rob Herring         | 33 años | Hooker        | 37      | Ulster Rugby   |
|                          | Rónan Kelleher      | 25 años | Hooker        | 21      | Leinster Rugby |
|                          | David Kilcoyne      | 34 años | Pilar         | 52      | Munster Rugby  |
|                          | Jeremy Loughman     | 28 años | Pilar         | 3       | Munster Rugby  |
|                          | Tom O'Toole         | 25 años | Pilar         | 11      | Ulster Rugby   |
| 1                        | Andrew Porter       | 27 años | Pilar         | 54      | Leinster Rugby |
|                          | Dan Sheehan         | 25 años | Hooker        | 18      | Leinster Rugby |
| Segundas líneas          |                     |         |               |         |                |
|                          | Tadhg Beirne        | 31 años | Segunda línea | 41      | Munster Rugby  |
| 4                        | Iain Henderson      | 31 años | Segunda línea | 74      | Ulster Rugby   |
|                          | Joe McCarthy        | 22 años | Segunda línea | 3       | Leinster Rugby |
| 5                        | James Ryan          | 27 años | Segunda línea | 55      | Leinster Rugby |
| Alas y Octavos           |                     |         |               |         |                |
|                          | Ryan Baird          | 24 años | Ala           | 13      | Leinster Rugby |
| 8                        | Jack Conan          | 31 años | Octavo        | 39      | Leinster Rugby |
|                          | Caelan Doris        | 25 años | Octavo        | 31      | Leinster Rugby |
| 6                        | Peter O'Mahony      | 34 años | Ala           | 96      | Munster Rugby  |
| 7                        | Josh van der Flier  | 30 años | Ala           | 52      | Leinster Rugby |
| Medios scrum             |                     |         |               |         |                |
|                          | Craig Casey         | 24 años | Medio scrum   | 12      | Munster Rugby  |
|                          | Jamison Gibson-Park | 31 años | Medio scrum   | 26      | Leinster Rugby |
| 9                        | Conor Murray        | 34 años | Medio scrum   | 107     | Munster Rugby  |
| Aperturas y Centros      |                     |         |               |         |                |
| 12                       | Bundee Aki          | 33 años | Centro        | 47      | Connacht Rugby |
|                          | Ross Byrne          | 28 años | Apertura      | 20      | Leinster Rugby |
|                          | Robbie Henshaw      | 30 años | Centro        | 65      | Leinster Rugby |
|                          | Stuart McCloskey    | 31 años | Centro        | 14      | Ulster Rugby   |
| 13                       | Garry Ringrose      | 28 años | Centro        | 52      | Leinster Rugby |
| 10                       | Jonathan Sexton     | 38 años | Apertura      | 113     | Leinster Rugby |
| Fullbacks y Wings        |                     |         |               |         |                |
|                          | Jack Crowley        | 23 años | Wing          | 6       | Munster Rugby  |
|                          | Keith Earls         | 36 años | Wing          | 100     | Munster Rugby  |
| 14                       | Mack Hansen         | 25 años | Wing          | 16      | Connacht Rugby |
| 15                       | Hugo Keenan         | 27 años | Fullback      | 31      | Leinster Rugby |
| 11                       | James Lowe          | 31 años | Wing          | 21      | Leinster Rugby |
|                          | Jimmy O'Brien       | 26 años | Fullback      | 7       | Leinster Rugby |
| Entrenador: Andy Farrell |                     |         |               |         |                |

## Jugadores notables

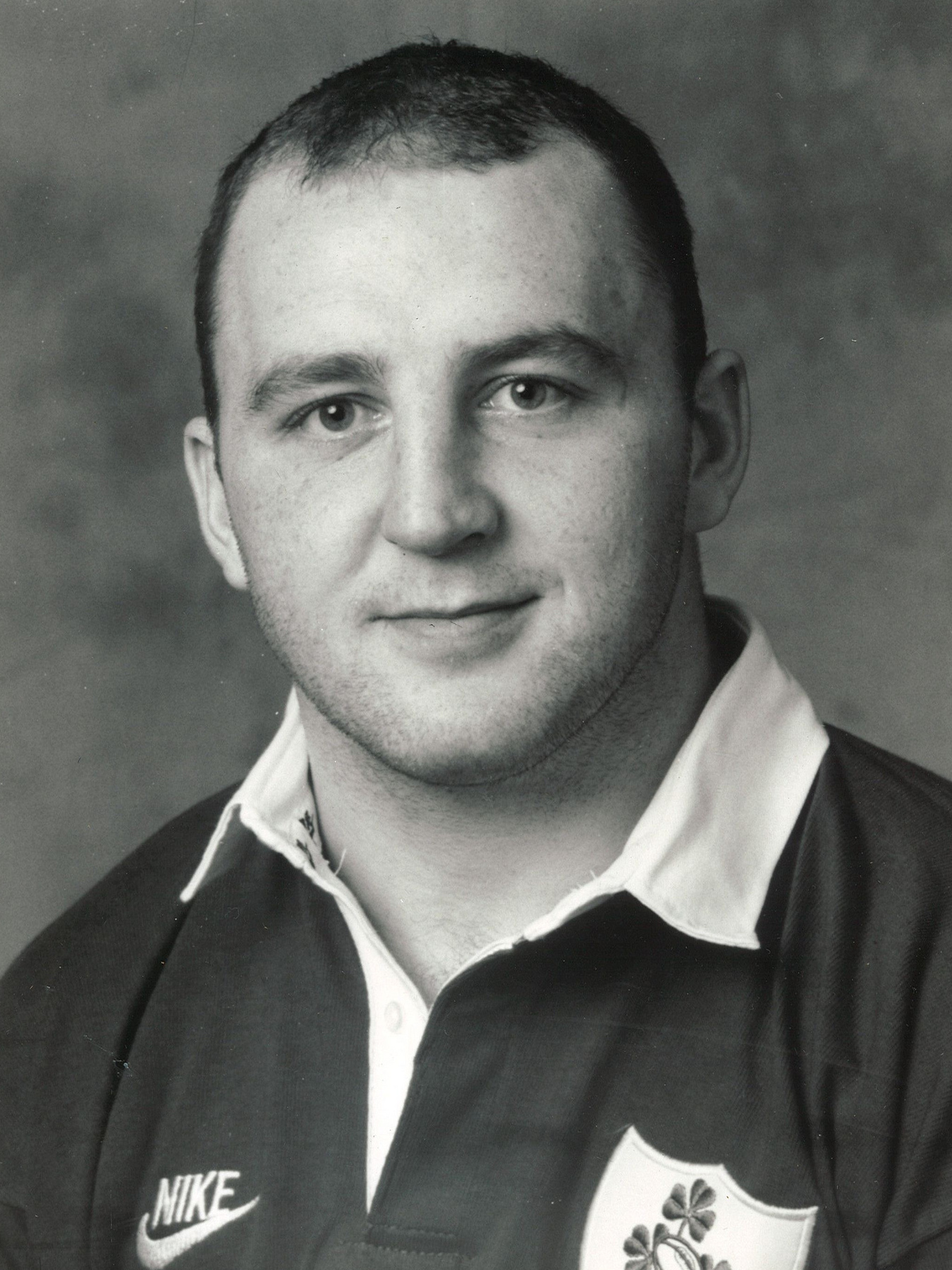
Wood fue premiado como el Mejor jugador del Mundo en 2001.

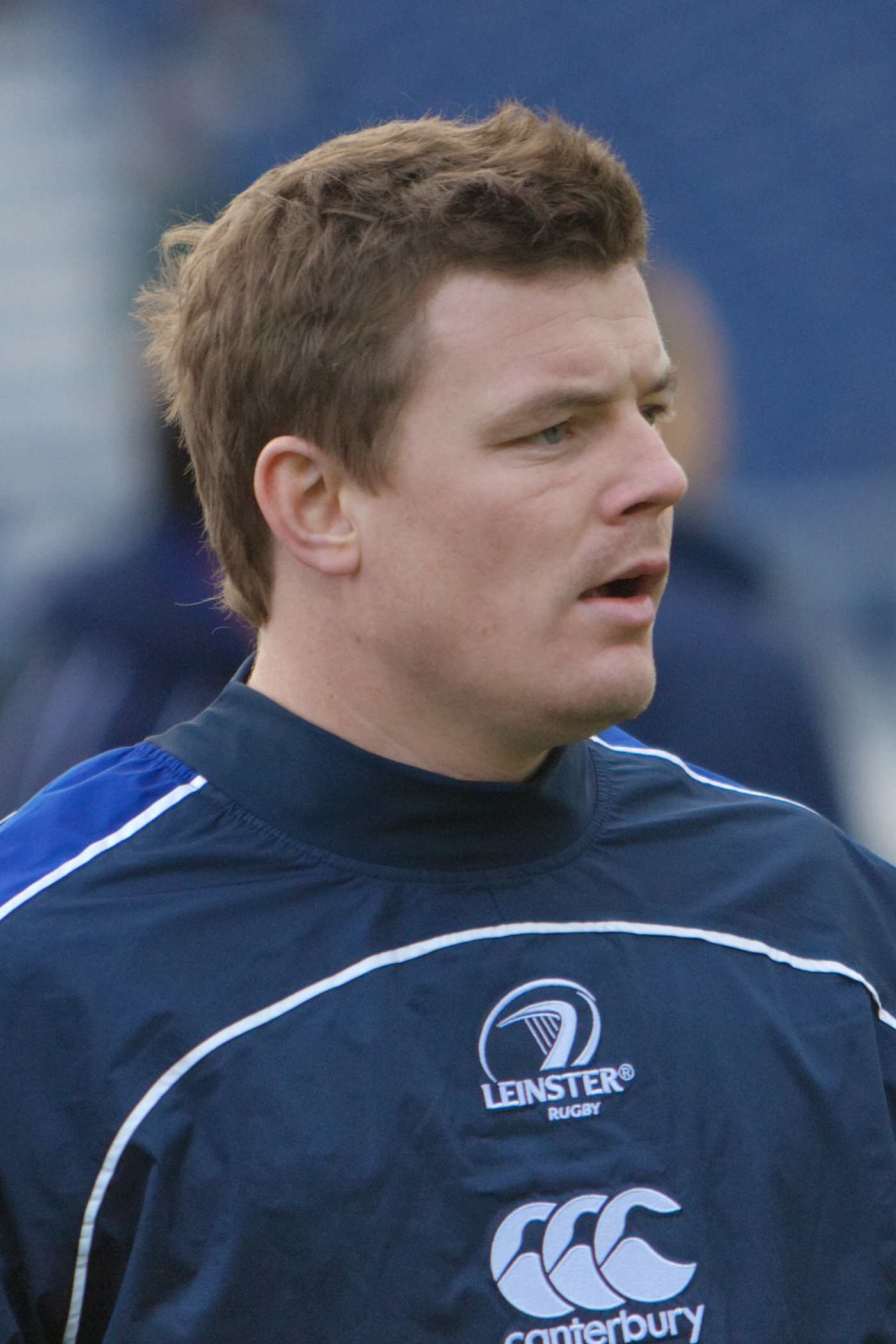
O'Driscoll el mejor de la historia y quien más tries marcó.

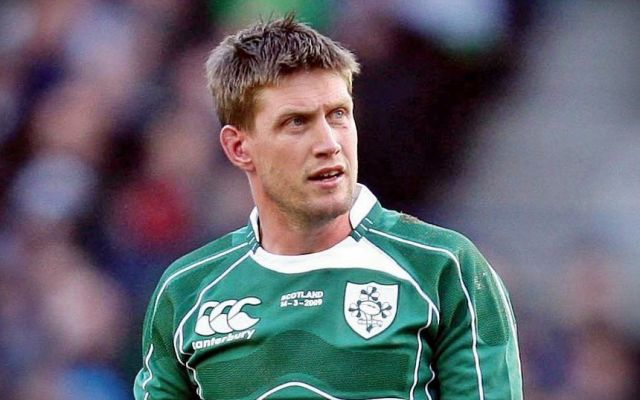
O'Gara superó los 1.000 puntos.

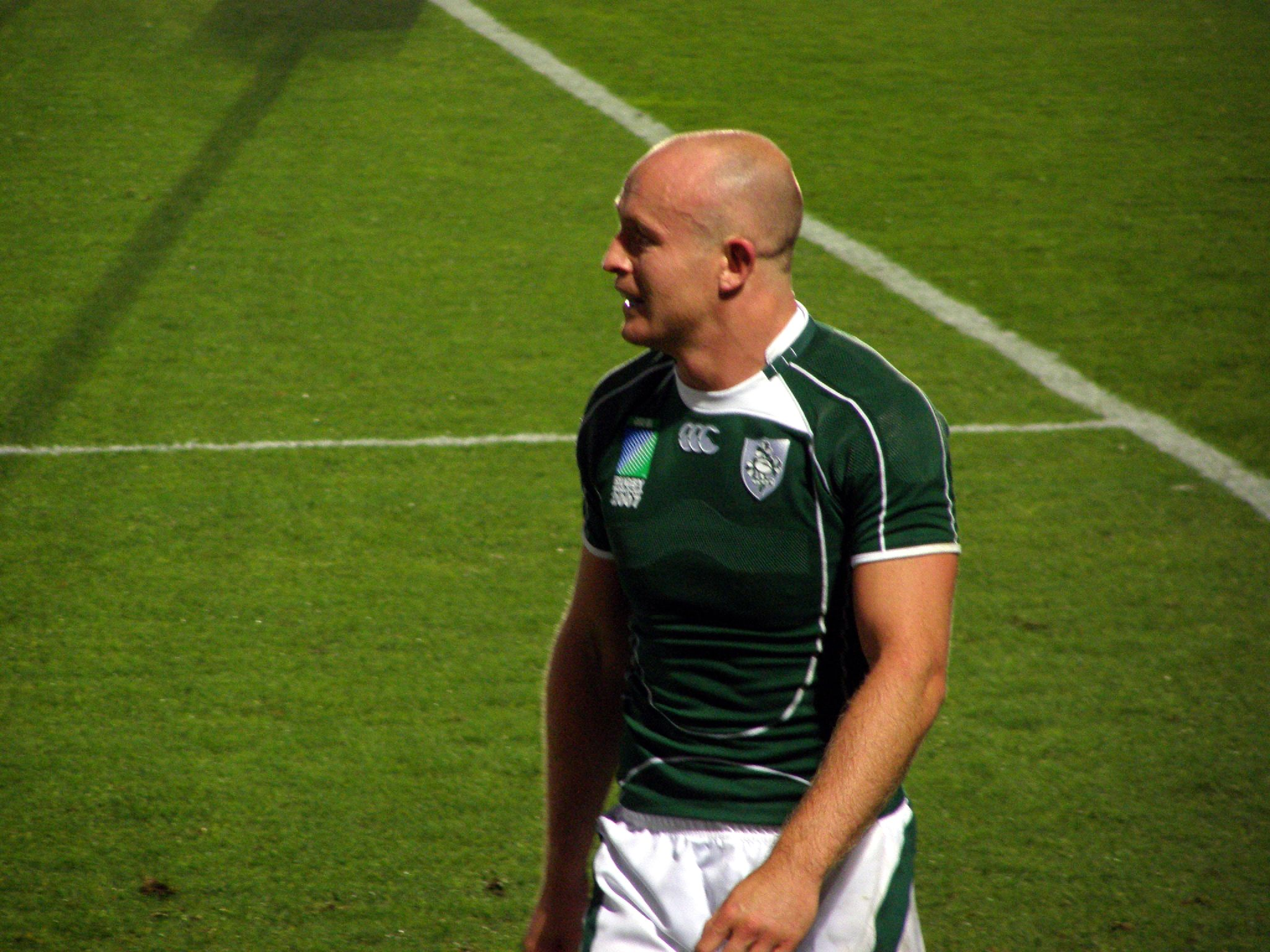
Hickie jugó de 1997 a 2007.

Doce jugadores: Ronnie Dawson, Mike Gibson, Tom Kiernan, Jack Kyle, Willie McBride, Basil Maclear, Syd Millar, Brian O'Driscoll, Ronan O'Gara, Tony O'Reilly, Fergus Slattery y Keith Wood, son miembros del World Rugby Salón de la Fama.
Para los siguientes registros solo se consideran los partidos de prueba. En negrita los rugbistas que siguen jugando y en cursiva están activos solo en sus clubes.

### Más pruebas jugadas
Pruebas actualizadas el 14 de junio de 2025
|    | Jugador          | Pruebas | Posición      | Carrera   |
| -- | ---------------- | ------- | ------------- | --------- |
| 1  | Cian Healy       | 137     | Pilar         | 2009–2025 |
| 2  | Brian O'Driscoll | 133     | Centro        | 1999–2014 |
| 3  | Ronan O'Gara     | 128     | Apertura      | 2000–2013 |
| 4  | Conor Murray     | 125     | Medio scrum   | 2011–2025 |
| 5  | Rory Best        | 124     | Hooker        | 2005–2019 |
| 6  | Jonathan Sexton  | 118     | Apertura      | 2009–2023 |
| 7  | Peter O'Mahony   | 114     | Ala           | 2012–2025 |
| 8  | Paul O'Connell   | 108     | Segunda línea | 2002–2015 |
| 9  | John Hayes       | 105     | Pilar         | 2000–2011 |
| 10 | Keith Earls      | 101     | Wing          | 2008–2023 |

### Máximos anotadores
Puntos actualizados el 14 de junio de 2025
|    | Jugador          | Puntos | Posición | Carrera   |
| -- | ---------------- | ------ | -------- | --------- |
| 1  | Jonathan Sexton  | 1101   | Apertura | 2009–2023 |
| 2  | Ronan O'Gara     | 1083   | Apertura | 2000–2013 |
| 3  | David Humphreys  | 560    | Apertura | 1996–2005 |
| 4  | Michael Kiernan  | 308    | Centro   | 1982–1991 |
| 5  | Eric Elwood      | 296    | Apertura | 1993–1999 |
| 6  | Brian O'Driscoll | 245    | Centro   | 1999–2014 |
| 7  | Ollie Campbell   | 217    | Apertura | 1976–1984 |
| 8  | Paddy Jackson    | 195    | Apertura | 2013–2017 |
| 9  | Keith Earls      | 180    | Wing     | 2008–2023 |
| 10 | Joey Carbery     | 164    | Apertura | 2016–2022 |

### Máximos anotadores de tries
Tries actualizados el 14 de junio de 2025
|    | Jugador          | Tries | Posición | Carrera   |
| -- | ---------------- | ----- | -------- | --------- |
| 1  | Brian O'Driscoll | 46    | Centro   | 1999–2014 |
| 2  | Keith Earls      | 36    | Wing     | 2008–2023 |
| 3  | Tommy Bowe       | 30    | Wing     | 2004–2017 |
| 4  | Denis Hickie     | 29    | Wing     | 1997–2007 |
| 5  | Shane Horgan     | 21    | Wing     | 2000–2009 |
| 6  | Jacob Stockdale  | 19    | Wing     | 2017–     |
| 7  | Girvan Dempsey   | 19    | Fullback | 1998–2008 |
| 8  | Bundee Aki       | 18    | Centro   | 2017–     |
| 9  | Geordan Murphy   | 18    | Fullback | 2000–2011 |
| 10 | Jonathan Sexton  | 18    | Apertura | 2009–2023 |

## Palmarés
- Torneo de las Seis Naciones 16 (8*): 1894, 1896, 1899, 1906*, 1912*, 1926*, 1927*, 1932*, 1935, 1939*, 1948, 1949, 1951, 1973*, 1974, 1982, 1983*, 1985, 2009, 2014, 2015, 2018, 2023 y 2024.

- Grand Slam (4): 1948, 2009, 2018 y 2023.

- Triple Corona (14): 1894, 1899, 1948, 1949, 1982, 1985, 2004, 2006, 2007, 2009, 2018, 2022, 2023 y 2025.

- Millennium Trophy (17): 1993, 1994, 2001, 2004, 2005, 2006, 2007, 2009, 2010, 2011, 2015, 2017, 2018, 2021, 2022, 2023 y 2025.

- Centenary Quaich (22): 2000, 2002, 2003, 2004, 2005, 2006, 2007, 2008, 2009, 2011, 2012, 2014, 2015, 2016, 2018, 2019, 2020, 2021, 2022, 2023, 2024, 2025.

- Copa Lansdowne (7): 2002, 2006-II, 2014, 2016, 2018, 2022 y 2024.

- Copa Almirante Brown (6): 2012, 2014, 2017, 2018, 2021 y 2024.